# ローワー・パクストン郡区 (ペンシルベニア州ドーフィン郡)
ローワー・パクストン郡区（英: Lower Paxton Township）は、アメリカ合衆国ペンシルベニア州中央部のドーフィン郡のタウンシップ（郡区）である。タウンシップとしては1767年に法人化された。2000年の国勢調査での人口は44,424 人だった

## 歴史
1729年、ランカスター郡の中で、パクスタン・タウンシップが設立された。この「パクスタン」という名前の綴りはインディアンの言葉で「Peshtank」から来ており、「淀んだ水」を意味していた。現在ではパクスタンの代わりに「パクストン」を使っている。この「パクストン」は実際にスコットランド系移民によってもたらされ、「平和な地域の町」を意味している。
1785年3月4日、パクスタン・タウンシップの境界はドーフィン郡のランカスター郡との境界ともなった。「ドーフィン」という名称はフランス語のドーファン（王太子）からきており、アメリカ独立戦争をフランスが支援してくれたことを顕彰して、フランス王子ルイ＝ジョゼフ・ド・フランスにちなんで名づけられた。それから約2年後の1787年8月、州議会がパクスタン・タウンシップを分解し始め、まずアッパー・パクスタン・タウンシップ、ミドル・パクスタン・タウンシップ、およびローワー・パクスタン・タウンシップとなった。
ドーフィン郡が設立された後の時代では、ローワー・パクスタン・タウンシップは次第に分割された。1736年、東部のハノーヴァー・タウンシップが、1767年、北部のアッパー・パクストン・タウンシップが分離した。1767年に残っていた部分はローワー・パクストン・タウンシップと改名された。分割が続き、1791年にはハリスバーグ・ボロ（現ハリスバーグ市）、1799年にはスワタラ・タウンシップが設立された。1878年、北部の土地が分離されミドル・パクストン・タウンシップとなった。
ローワー・パクストン・タウンシップは、ローワー・スワタラ・タウンシップ、スワタラ・タウンシップ、ローワー・パクストン、デリー・タウンシップ、サスケハナ・タウンシップと呼ばれる地域を包含している。1815年5月1日にサスケハナ・タウンシップが形成されて以降、ローワー・パクストン・タウンシップの面積に変化は無い。

## 地理
アメリカ合衆国国勢調査局に拠れば、領域全面積は28.1平方マイル (72.8 km2)であり、全て陸地である。
ローワー・パクストン・タウンシップの中にある未編入の町と国勢調査指定地域は以下の通りである。
- コロニアル・パーク
- リングルズ・タウン
- パクストニア
- プログレス（主にサスケハナ・タウンシップ内）

## 人口動態
以下は2000年の国勢調査による人口統計データである。
| 基礎データ - 人口: 44,424 人 - 世帯数: 18,584 世帯 - 家族数: 12,153 家族 - 人口密度: 610.4人/km2（1,580.9 人/mi2） - 住居数: 19,606 軒 - 住居密度: 269.4軒/km2（697.7軒/mi2） 人種別人口構成 - 白人: 86.51% - アフリカン・アメリカン: 8.28% - ネイティブ・アメリカン: 0.10% - アジア人: 2.69% - 太平洋諸島系: 0.02% - その他の人種: 1.04% - 混血: 1.35% - ヒスパニック・ラテン系: 2.37% | 年齢別人口構成 - 18歳未満: 22.5% - 18-24歳: 7.3% - 25-44歳: 30.9% - 45-64歳: 25.2% - 65歳以上: 14.1% - 年齢の中央値: 39歳 - 性比（女性100人あたり男性の人口） - 総人口: 91.4 - 18歳以上: 87.8 世帯と家族（対世帯数） - 18歳未満の子供がいる: 29.0% - 結婚・同居している夫婦: 53.2% - 未婚・離婚・死別女性が世帯主: 9.2% - 非家族世帯: 34.6% - 単身世帯: 28.8% - 65歳以上の老人1人暮らし: 8.4% - 平均構成人数 - 世帯: 2.35人 - 家族: 2.92人 | 収入と家計 - 収入の中央値 - 世帯: 49,566米ドル - 家族: 61,017米ドル - 性別 - 男性: 41,147米ドル - 女性: 30,837米ドル - 人口1人あたり収入: 26,116米ドル - 貧困線以下 - 対人口: 4.1% - 対家族数: 3.2% - 18歳未満: 5.0% - 65歳以上: 2.5% |

## インフラ
2002年、アメリカ合衆国環境保護庁がローワー・パクストン・タウンシップに、2012年までにパクストン・クリーク流域での下水の漏出を止めるよう義務付けた。漏出は大雨のときにマンホールから過剰な水が入ると起きていた。その改良計画には町の西半分の排水を行うパクストン・クリーク流域にあるアスベスト・セメントの管全長42マイル (68 km) の取換が含まれていた。総費用6,700万ドルの計画は、今後20年間で下水処理費を住民が2倍負担することで賄われる。
地域において進行している汚染や土壌の浸食は、土地でも地域でも水質や環境を低下させ続けている。農業、下水処理施設、および工業廃水が水質悪化の原因だとされている。さらにチェサピーク湾汚染の原因ともされている。排水水質の制御だけでも、サスケハナ川沿岸住民に数億ドルもの負担をさせることになると予測されている。
グリーンウェイ・プロジェクトの計画が前進している。包括的計画の一部は2004年に策定され、このグリーンウェイは幾つかの地区、5つの学校、2つの公園およびローワー・パクストン・タウンシップ政府ビルを繋ぐことになる。この長期計画の費用は1,400万ドルになると推計されている。
2006年、地域社会強化基金が広範な研究を行った。医療、通勤のための交通、薬物乱用、職業訓練/能力開発、手ごろな住宅価格など、ドーフィン郡で5つの重要な問題が列挙された。

## 環境
ローワー・パクストン・タウンシップにある水路は開発によって大きな影響を受けてきた。ハリスバーグを囲む地域の大半の排水を行うパクストン・クリーク流域は、過去数十年間で土地用途のかなりの変化を経験して来た。開発はパクストン・クリーク流域の水源にまで及んでいる。これは水位や流れの形態にまで影響し、浸食、堆積、洪水を起こしてきた。パクストン・クリーク流域と教育協会に拠れば、広さ27平方マイル (70 km2) の流域は、通常の森林系流域から排出されるよりも2倍以上の栄養素、10倍の懸濁堆積物を生んでいる。

## 教育
ローワー・パクストン・タウンシップの公共教育はセントラル・ドーフィン教育学区の学校に通っている。